# も

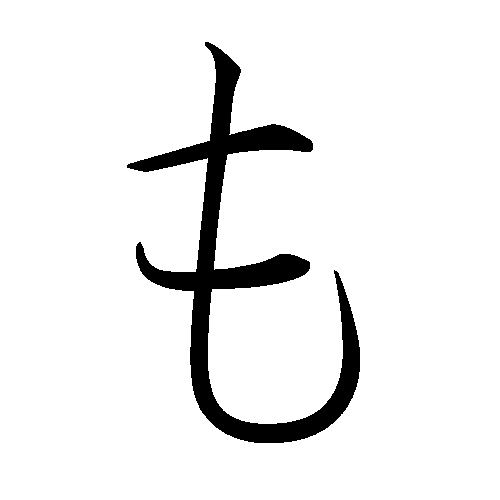
平假名も

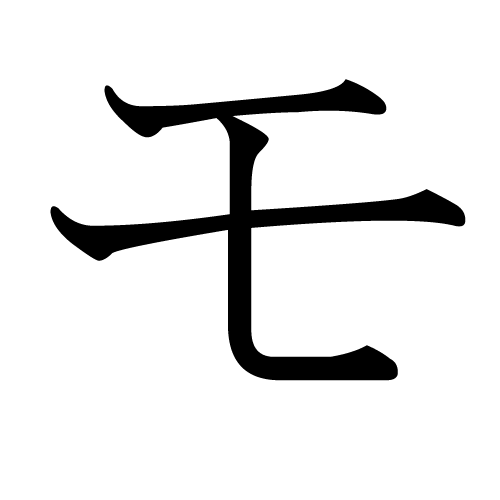
片假名モ

平假名も和片假名モ是日语的假名之一，由一个音节组成。在日语五十音图中排第7行第5个（ま行お段）的位置。

## 筆劃順序

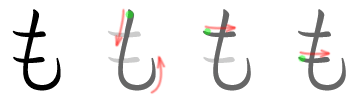
平假名も的筆劃順序

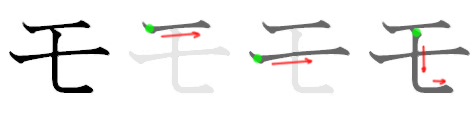
片假名モ的筆劃順序

## 關於も和モ
| 現代日語發音     | 由1個子音和1個母音形成／mo̞／音    |
| 五十音顺序       | 第35位                            |
| 伊吕波顺序       | 第45位，「ひ」之后、「せ」之前    |
| 平假名「も」字源 | 「毛」字的草書                    |
| 片假名「モ」字源 | 「毛」字的下半部                  |
| 日语罗马字       | 平文式罗马字：mo 训令式罗马字：mo |
| 点字：           | \| －● ●● \|                      |
| 通话表           | 「もみじのモ」                    |
| 摩尔斯电码       | －・・－・                        |
| －● ●●           |                                   |